# Castello di Rychnov nad Kněžnou
Il castello di Rychnov nad Kněžnou (in ceco Zámek Rychnov nad Kněžnou) si trova nell'omonimo, comune nel Distretto di Rychnov nad Kněžnou, Regione di Hradec Králové in Repubblica Ceca. Importante complesso urbanistico barocco, principale punto di riferimento architettonico della città risalente al XVII secolo.

## Storia

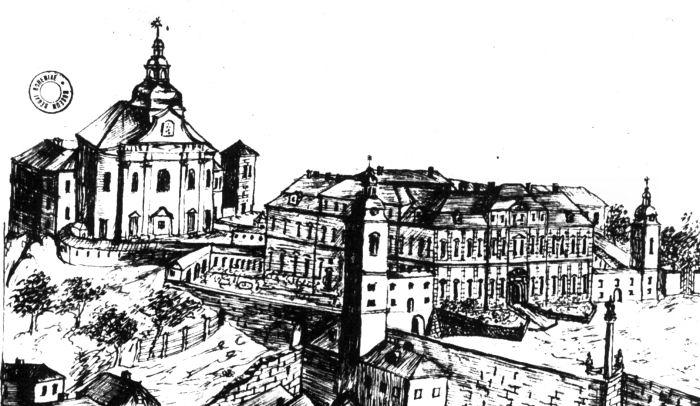
Veduta della fine del XVIII secolo di Rychnov nad Kněžnou

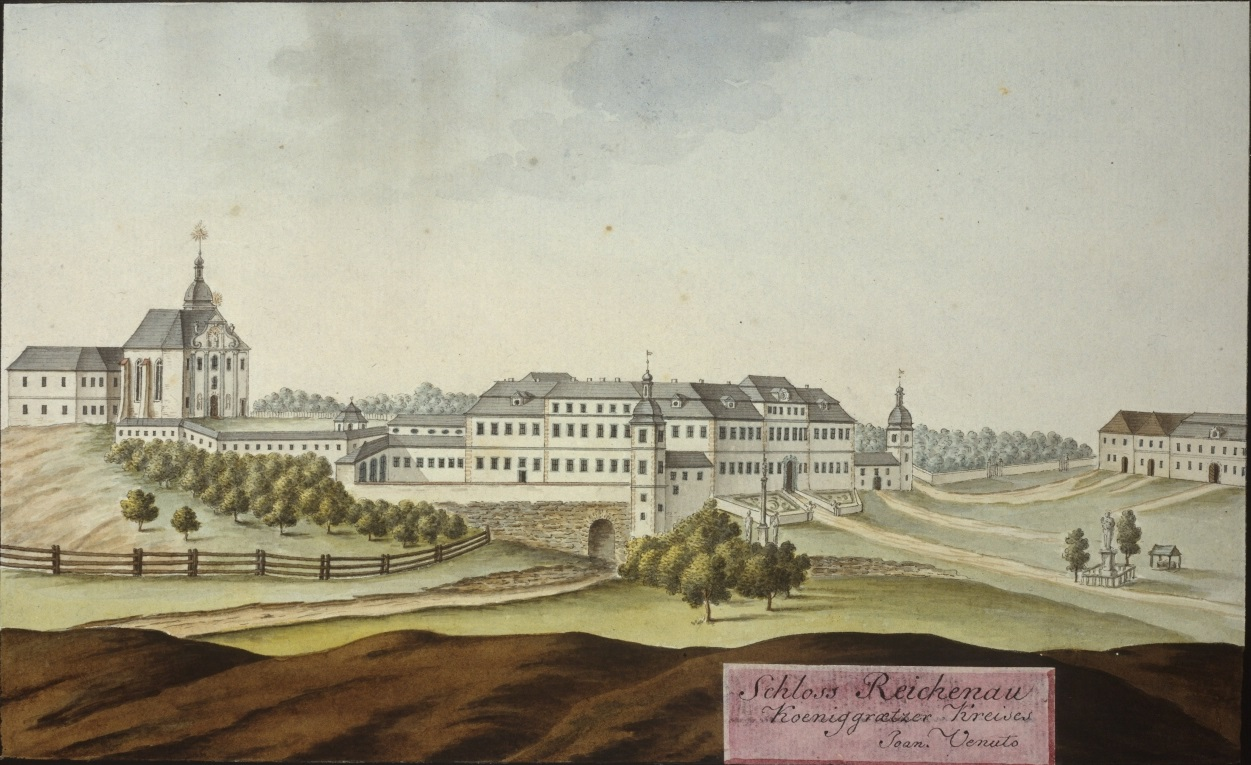
Il castello in un acquerello di Jan Antonín Venuto della fine del XIX secolo

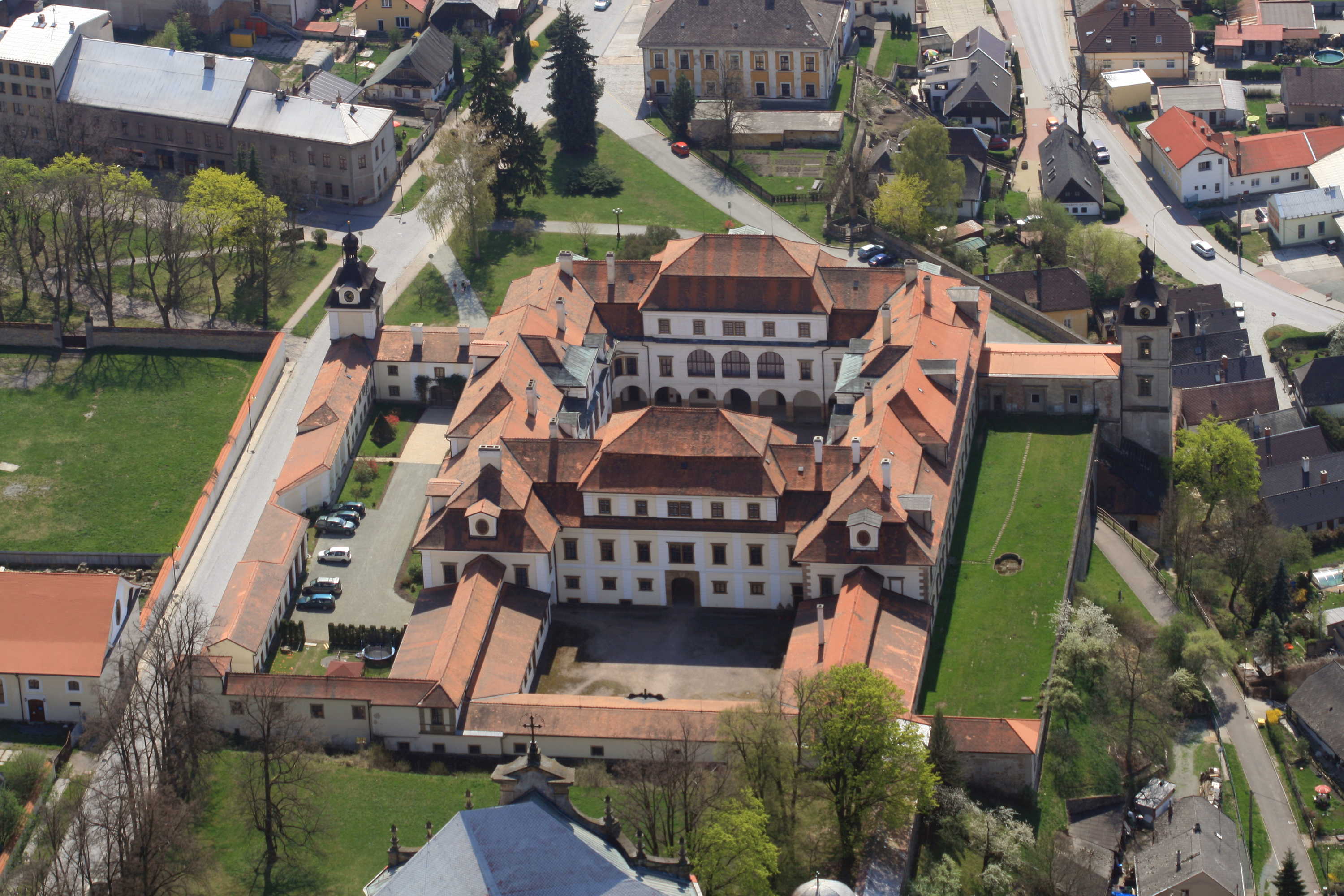
Immagine aerea del complesso del castello

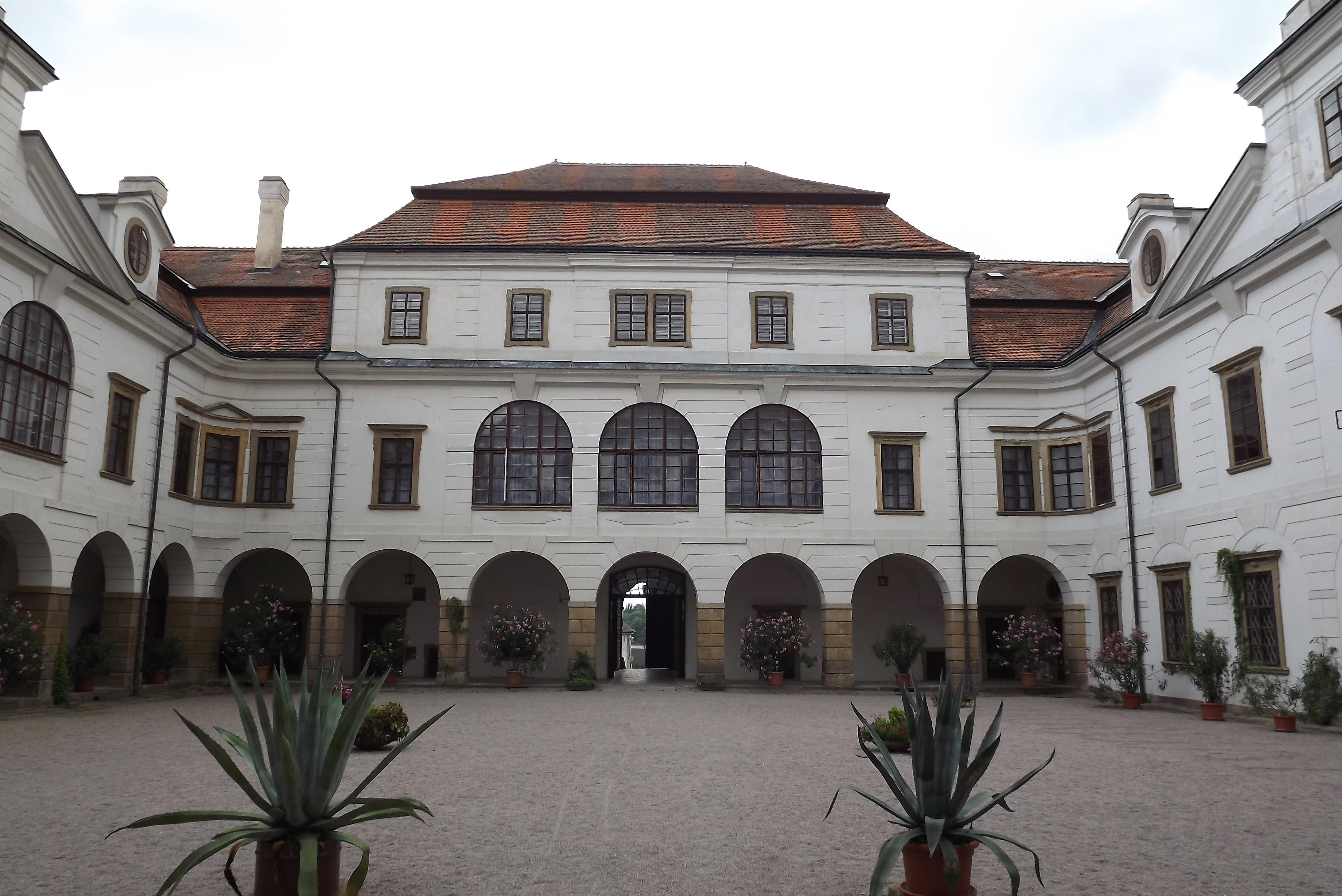
Cortile interno

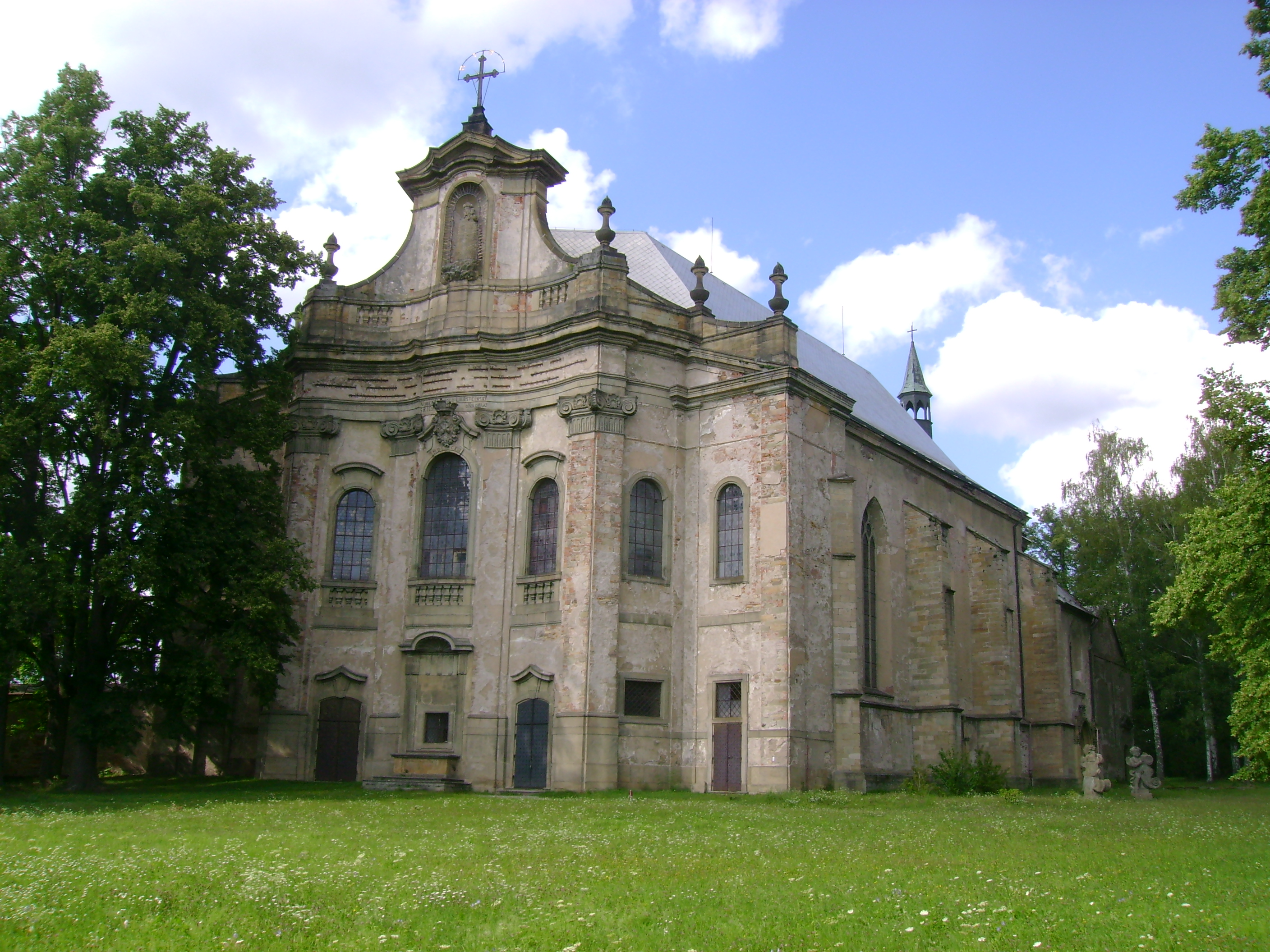
Chiesa della Santissima Trinità, posta in posizione leggermente elevata rispetto all'insieme monumentale del castello

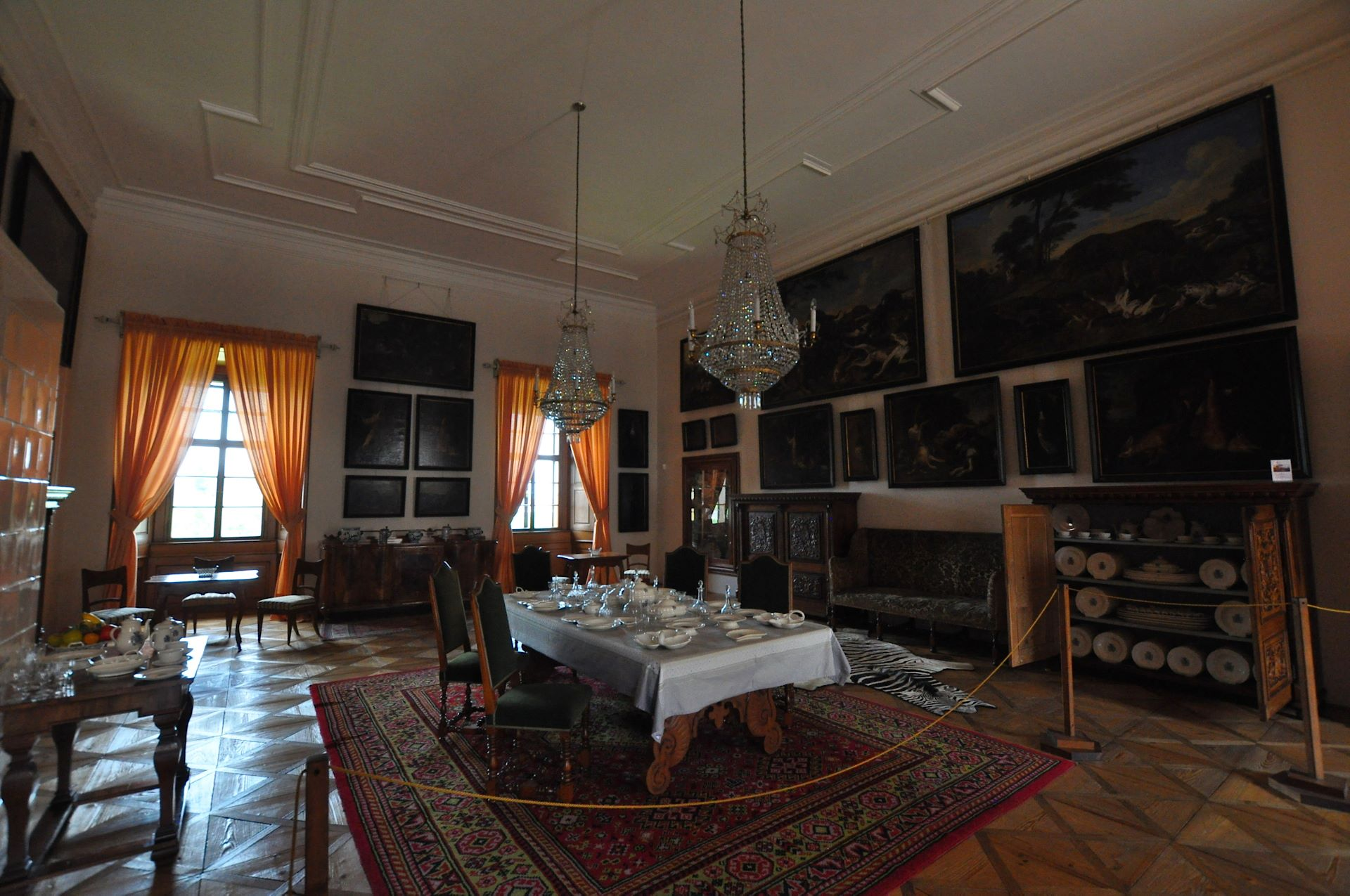
Sala da pranzo, una delle grandi sale aperte al pubblico dei visitatori

Nel 1640 la tenuta fu acquistata da Albrecht Libštehnský von Kolowrat. Durante la guerra dei trent'anni la popolazione della città venne perseguitata per motivi religiosi e in parte costretta ad emigrare. Il figlio Karl Libštehnský von Kolowrat, che si distinse come abile diplomatico e ricoprì l'importante carica di governatore regionale del Margraviato di Moravia, ritenendo il vecchio castello di famiglia nella valle Burjanen non più adatto alle funzioni di rappresentanza, fece costruire sul sito, fra gli anni 1676 e 1690, un edificio completamente nuovo, secondo lo stile barocco del tempo. Per il nuovo castello fu scelto un dolce pendio sotto la chiesa della Santissima Trinità. Il cantiere venne aperto nel 1670 ma la costruzione vera e propria iniziò solo nel 1676. Su progetto di un architetto di scuola italiana l'edificio fu pensato sul modello di una struttura a quattro ali con cortile interno porticato con l'asse che conduce ad un secondo cortile perfettamente simmetrico con una fontana. La parte dell'edificio attorno al primo e al secondo cortile divenne così il nucleo centrale dell'intero castello. Alcune modifiche furono apportate in tempi successivi dalla famiglia. Le modifiche più significative, realizzate nel XVIII secolo, sono attribuite all'architetto Jan Blažej Santini-Aichel che fu invitato a  Rychnov nad Kněžnou dal conte Norbert Leopold per modificare innanzitutto la facciata della vicina chiesa della Santissima Trinità. In seguito Santini-Aichel progettò l'ampliamento del castello, con l'aggiunta di un piano, e l'edificazione della nuova scuderia. I lavori vennero ultimati nel XVIII secolo e da quel momento nel castello fu allestita una vasta pinacoteca, poi aperta al pubblico, nella quale vennero esposti non solo ritratti dei membri della famiglia ma anche dipinti di scuola europea del XVII e XVIII secolo. Il castello, il parco e le aree adiacenti appartennero ai Kolowrat fino alla seconda guerra mondiale, durante la quale la proprietà venne confiscata dall'amministrazione militare di occupazione tedesca. Dopo il 1945 il castello fu nazionalizzato dallo Stato e solo nel 1992 fu restituito alla famiglia Kolowrat e il castello fu riaperto nel 2008.

## Descrizione
Il castello col suo grande parco si trova a Rychnov nad Kněžnou, comune della Regione di Hradec Králové in Repubblica Ceca. Il complesso di notevoli dimensioni domina visivamente la valle di Kněžna e occupa la parte settentrionale del nucleo storico della città. Tra gli edifici più importanti del complesso, oltre al castello stesso, vi sono le scuderie col maneggio, la vicina  chiesa della Santissima Trinità col suo imponente campanile che conserva la terza campana più grande della Repubblica Ceca, del peso di 7 tonnellate. Un muro di recinzione con i cancelli d'ingresso circonda il parco del castello ed è parte integrante del complesso. Nell'area si trovano una storica colonna mariana con statue di santi. Nelle sale interne del castello si conservano arredi barocchi e, in particolare, merita interesse la vasta pinacoteca risalente al XVIII secolo che espone ritratti dei membri della famiglia e dipinti di scuola europea del XVII e XVIII secolo. Oltre ai mobili storici si conservano porcellane, collezioni di armi e vetri.

### Monumento culturale della Repubblica Ceca
La tutela dei monumenti della Repubblica Ceca considera il complesso del castello di Rychnov nad Kněžnou col suo parco e la sua chiesa della Santissima Trinità un monumento culturale nazionale tutelato col numero di catalogo 1000142157.